# Джон Уертас
Джон Уертас (англ. Jon Huertas; нар. 23 жовтня 1969) — американський актор пуерторіканського походження. Найбільш відомий ролями сержанта Антоніо Еспера з мінісеріалу «Покоління вбивць» від каналу HBO, Джо Негроні у фільмі «Чому дурні закохуються» та детектива з відділу розслідування вбивств Хав'єра Еспозито в серіалі «Касл».

## Кар'єра
Акторська кар'єра Уертаса розпочалася в 1993 році, коли він зіграв епізодичну роль у фільмі «Вебери».
З 1999 по 2000 рік він грав Бреда, мисливця на відьом, у телесеріалі «Сабріна — маленька відьмочка». З 2009 року Уертас почав зніматися в ролі детектива Еспозито у поліційному детективі «Касл» від каналу ABC. У 2012 році Уертас та його колега за серіалом «Касл» Стана Катіч отримали нагороду за гру у драматичному епізоді на 16-й щорічній премії PRISM.
Уертаса обрали на термін в один рік, починаючи з 25 вересня 2010 року, на посаду альтернативного члена Національної ради директорів та члена голлівудського відділу ради директорів Гільдії кіноакторів США.

У червні 2011 року вийшов дебютний музичний кліп Джона Уертаса під назвою «Sex Is the Word» («Секс — це слово»).

## Особисте життя
Уертас (ім'я при народженні Джон Вільям Ховстед) зарахований до ВПС США у 1987 і служив протягом 8 років авіаційним спеціалістом зі звичайного та ядерного озброєння. Він брав участь у вторгненні США в Панаму та у війні в Перській затоці.
Уертас одружився 4 травня 2014 року в Тулумі, Мексика, зі своєю дівчиною Ніколь, з якою у нього були довготривалі стосунки.

## Фільмографія

### Фільм
| Рік  | Назва                                        | Роль                     | Нотатки                          |
| ---- | -------------------------------------------- | ------------------------ | -------------------------------- |
| 1996 | Executive Decision                           | Sammy, Terrorist         |                                  |
| 1996 | South Bureau Homicide                        | Офіцер #2                |                                  |
| 1998 | Why Do Fools Fall in Love?                   | Джо Негроні              |                                  |
| 1999 | Cold Hearts                                  | Darius                   |                                  |
| 1999 | Винищувач                                    | Lt. Bradley Elias        |                                  |
| 2000 | Buddy Boy                                    | Омар                     |                                  |
| 2000 | Auggie Rose                                  | Paramedic #1             |                                  |
| 2000 | Picking Up the Pieces                        | Пауло                    | В титрах вказаний як Джон Уертас |
| 2000 | A Family in Crisis: The Elian Gonzales Story | Рафаель                  |                                  |
| 2001 | Green Diggity Dog                            | Тім Портер               |                                  |
| 2002 | Bug                                          | Mitchell                 |                                  |
| 2002 | Borderline                                   | Ciro Ruiz                |                                  |
| 2003 | El Gusano                                    | Ден                      |                                  |
| 2005 | Induction                                    | Ріко Родрігез            |                                  |
| 2006 | The Yardsale                                 | Chuy                     |                                  |
| 2006 | Біля твоїх дверей                            | Рік                      |                                  |
| 2006 | Hot Tamale                                   | Алекс                    |                                  |
| 2007 | The Insatiable                               | Javier                   |                                  |
| 2007 | Making it Legal                              | Mike Carlton             |                                  |
| 2007 | Believers                                    | Віктор                   |                                  |
| 2008 | Битва в пустелі                              | Sergeant Vincent Degetau |                                  |
| 2010 | Крихітка з Беверлі-Гіллз 2                   | Альберто                 |                                  |
| 2012 | Схованка                                     | Ray Jaffe                |                                  |
| 2014 | Reparation                                   | Jerome Keller            |                                  |
| 2020 | Крик. Кривава помста. (Initiation)           |                          |                                  |

### Телебачення
| Рік       | Назва                           | Роль                           | Нотатки |
| --------- | ------------------------------- | ------------------------------ | --- |
| 1993      | The Webbers                     | Пімп (в титрах не вказаний)    | Один епізод |
| 1995      | Беверлі-Гіллз, 90210            | Пітер Мангусон                 | Епізод: "Must Be a Guy Thing" |
| 1997      | JAG                             | Cayuga Helmsman and Ramirez    | Епізоди: "Cowboys & Cossacks" and "Vanished" |
| 1998      | Nash Bridges                    | Hustler                        | Епізод: "Impostors" |
| 1998–99   | Moesha                          | Антоніо                        | Епізоди: "Homecoming", "Teacher", "A Terrible Thing Happened on My Tour of College", "A Class Act Christmas", "Barking Up the Wrong Tree", "I Love Moesha", "Life Imitating Art", and "The Prom"                                                 |
| 1999      | St. Michael's Crossing          | Невідомий                      | |
| 1999      | Undressed                       | Еван                           | 1 сезон |
| 1999      | Time of Your Life               | Невідомий                      | Епізод: "The Time They Threw That Party" |
| 1999–2000 | Сабріна — маленька відьмочка    | Brad Alcerro                   | Епізоди: "No Place Like Home", "Dream a Little Dreama Me", "Jealousy", "Spoiled Rotten", "The Phantom Menace", "Ice Station Sabrina", "Super Hero", "Salem's Daughter", "Dreama the Mouse", "The Four Faces of Sabrina", and "The End of an Era" |
| 2000      | Touched by an Angel             | Warren                         | Один епізод: "The Perfect Game" |
| 2001      | Resurrection Blvd.              | Невідомий                      | Епізод: "Secretos, Mentiras, y Expectativas" |
| 2002      | NYPD Blue                       | Хуан                           | Епізод: "Less is Morte" |
| 2002–03   | The Shield                      | Невідомоий                     | Епізоди: "Two Days of Blood" (Uncredited) and "Homewrecker" |
| 2004      | The Division                    | Хуан                           | Епізод: "Bite Me" |
| 2004      | The Joe Schmo Show              | T.J. "The Playah"              | Епізоди: "On with the Schmo", "A Bottle of Red, a Bottle of White", "The Crisis", vGuess Who's Coming to Dinner", "Porked and Beans", vRequiem for a Frog", "Cruiser", "T.J. Needs T.P" and "Finale"                                             |
| 2004      | Розслідування Джордан           | Manuel Rios                    | Епізод: "Necessary Risks" |
| 2005      | Without a Trace                 | Луї Альварез                   | Епізод: "Neither Rain Nor Sleet" |
| 2005      | CSI: Місце злочину              | Psych Tech Leon Madera         | Епізод: "Committed" |
| 2005      | Cold Case                       | Карлос                         | Епізод: "Saving Patrick Bubley" |
| 2006      | Invasion                        | National Guardsman             | Епізод: "Round Up" |
| 2007      | Втеча з в'язниці                | DeJesus                        | Епізод: "Sona" |
| 2008      | Покоління вбивць                | Sergeant Antonio "Poke" Espera | Епізоди: "Get Some", "The Cradle of Civilization", "Screwby", "Combat Jack", "A Burning Dog", "Stay Frosty" and "Bomb in the Garden" |
| 2008      | Термінатор: Хроніки Сари Коннор | Тревор                         | Епізод: "Allison from Palmdale" |
| 2008–09   | NCIS: Полювання на вбивць       | Sergeant Jack Kale             | Епізоди: "Nine Lives" and "Caged" (uncredited) |
| 2009      | Dark Blue                       | Chavez                         | Епізод: "O.I.S." |
| 2009–2016 | Касл                            | Хав'єр Еспозито                | PRISM Award for Performance in a Drama episode in 2012. |
| 2012      | Chelsea Lately                  | Javier Esposito in Castle      | Епізод: Епізод #6.187 (Himself playing his Castle character) |
| 2016      | Елементарно                     | Halcon                         | Епізод: "Worth Several Cities" |
| 2016–2022 | Це ми                           | Мігель Ривас                   | Recurring (Season 1); Main Cast (Season 2- ) |